# Misselling
Misselling – proponowanie konsumentom nabycia usług finansowych, które nie odpowiadają potrzebom tych konsumentów ustalonym z uwzględnieniem dostępnych przedsiębiorcy informacji w zakresie cech tych konsumentów lub proponowanie nabycia usług finansowych w sposób nieadekwatny do charakteru tych usług.
Charakterystycznymi cechami missellingu są:
– nieadekwatność produktu do charakteru, profilu lub potrzeb klienta;
– brak wyjaśnień o sposobach i czasie likwidacji instrumentu;
– brak informacji o konstrukcji instrumentu i strukturze portfela inwestycyjnego;
– brak informacji o stopniu ryzyka instrumentu;
– brak informacji o sposobie obliczania dochodu klienta.